# Curva de Samara

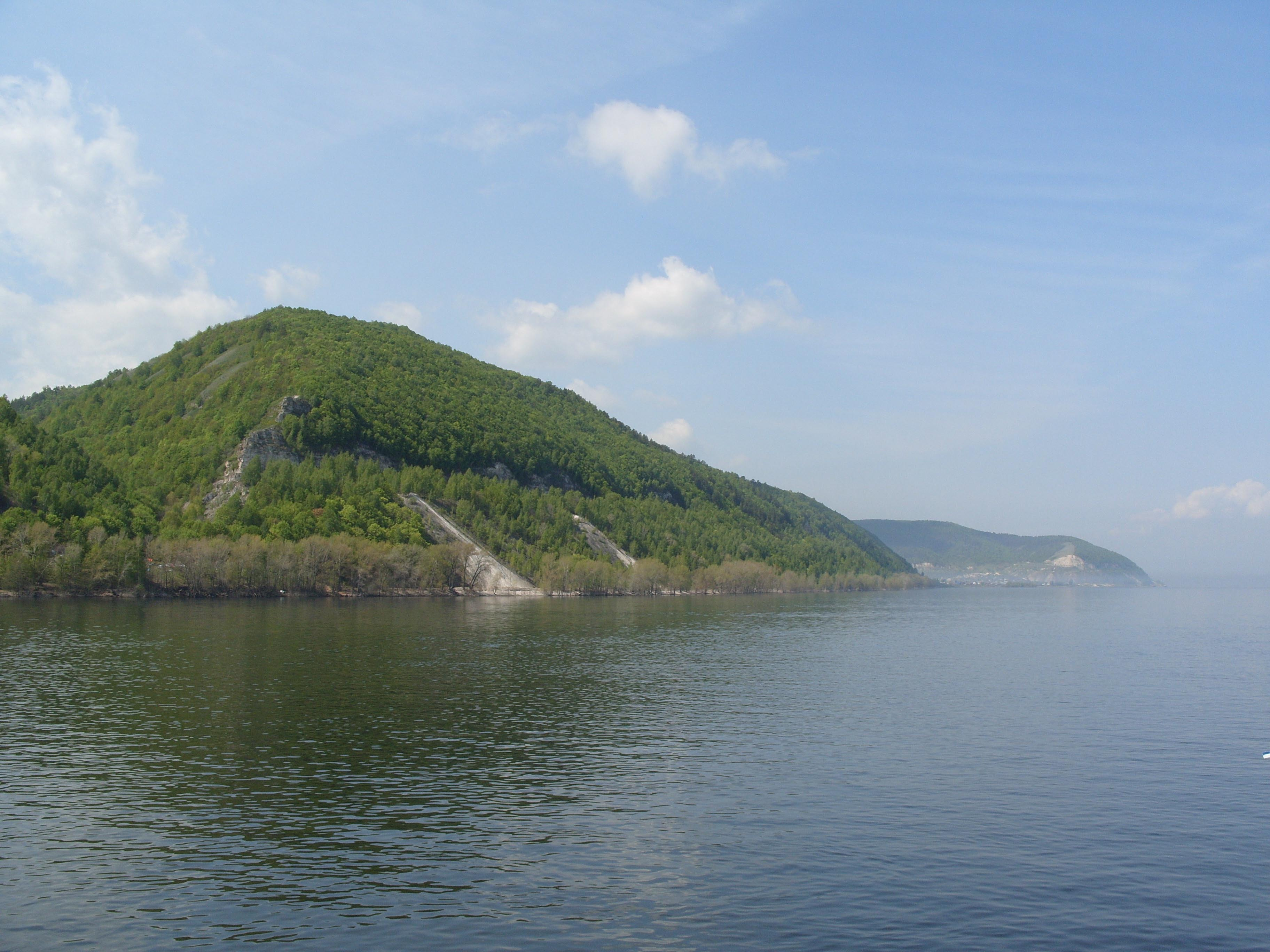
Curva de Samara

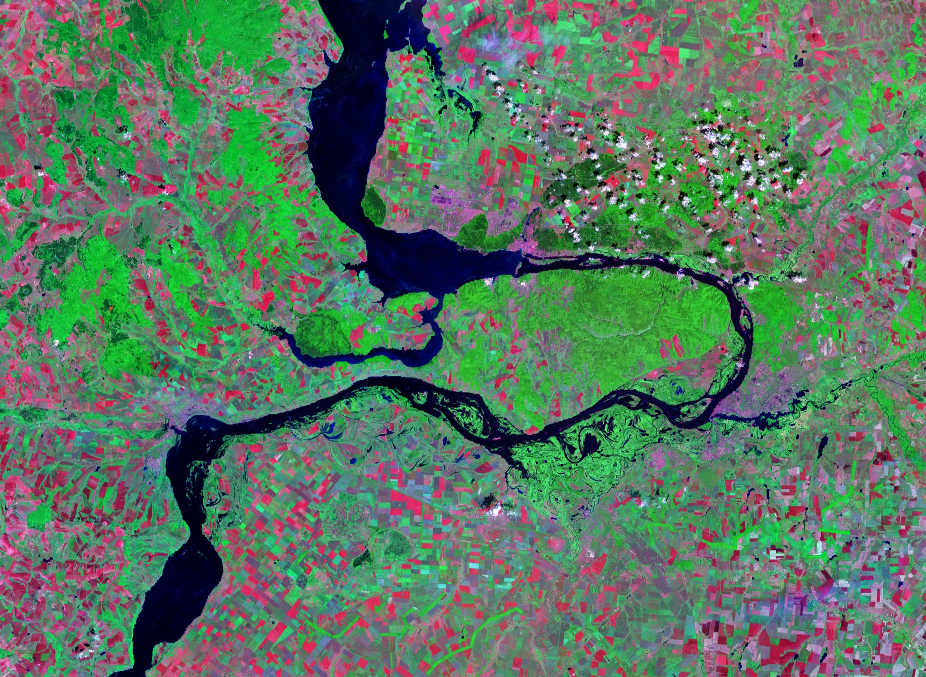
Curva de Samara, desde el satélite.

La curva de Samara (en ruso: Самарская Лука, Samárskaya Luká) es un amplio meandro del río Volga, localizado en el óblast de Samara, en Rusia. Su extensión es superior a los 200 km.
En la margen derecha, alta, están situadas las ciudades de Zhiguliovsk y Oktiabrsk, la reserva natural de Zhigulí y el Parque nacional de Samárskaya Luka. En la orilla izquierda, baja, (del otro lado de los montes Zhigulí), se hallan grandes ciudades con industria muy desarrollada, Samara y Toliatti.
El meandro está ocupado por los embalses de Kúibyshev y de Sarátov. 
El valle del río Samara ofrece un paso fácil hacia el valle del río Ural, e históricamente ha sido un lugar de importancia para el intercambio entre las culturas de Europa oriental y las de Asia Central,  así como una ruta clásica de invasión. La ciudad actual de Samara, fundada en 1586, se edificó con la intención de defenderlo.
Varias culturas arqueológicas se asentaron aquí:
- Cultura de Jvalynsk, ca. 4900-3500 a. C.
- Cultura de Samara, 5.º a 4.º milenio a. C.
- Cultura de Poltavka, ca. 2700-2100 a. C.
- Cultura de Potápovka, ca. 2500-2000 a. C.
- Cultura de Abáshevo, ca. siglo XVII-siglo XVI a. C.